# Æbelø og kysten ved Nærå
Æbelø og kysten ved Nærå este o arie protejată (arie de protecție specială avifaunistică — SPA) din Danemarca întinsă pe o suprafață de 13.107 ha, din care 72 % marine.

## Localizare
Centrul sitului Æbelø og kysten ved Nærå este situat la coordonatele 55°35′35″N 10°08′39″E / 55.593056°N 10.144167°E.

## Înființare
Situl Æbelø og kysten ved Nærå a fost declarat arie de protecție specială avifaunistică în mai 1983 pentru a proteja 17 specii de animale.

## Biodiversitate
Situată în ecoregiunile continentală și marină baltică, aria protejată nu include niciun habitat protejat.
La baza desemnării sitului se află mai multe specii protejate de  păsări (17): ciuf de câmp (Asio flammeus), Branta bernicla hrota, Branta leucopsis, erete de stuf (Circus aeruginosus), erete vânăt (Circus cyaneus), lebădă de iarnă (Cygnus cygnus), lebădă de vară (Cygnus olor), codalb (Haliaeetus albicilla), rață catifelată (Melanitta fusca), cormoran mare (Phalacrocorax carbo), bătăuș (Philomachus pugnax), ploier auriu (Pluvialis apricaria), ciocântors (Recurvirostra avosetta), eider (Somateria mollissima), chiră mică (Sterna albifrons), Sterna paradisaea, chiră de mare (Sterna sandvicensis).